# حد الكشف
حد الكشف في الكيمياء التحليلية (اختصاراً LOD) هو أقل كمية من المادة التي يمكن تمييزها والكشف عنها بالمقارنة مع عينة شاهدة (خالية من المادة) ضمن مجال ثقة معين. تعطي نتائج القياس غير الدقيقة الخارجة عن مجال الثقة المحدد نتائج توصف بأنها غير قابلة للقياس أو غير قابلة للكشف.
ترتبط قيمة حد الكشف بمدى الدقة والضبط للعينة الشاهدة (عوامل ضابطة مثل انحراف معياري وعوامل الثقة))؛ كما يرتبط بمدى دقة الجهاز المستخدم في القياس. هناك عدة أنماط من حد الكشف تستخدم عملياً، منها حد كشف الجهاز IDL، وحد كشف الطريقة MDL، وحد كشف التحديد الكمي العملي PQL؛ وتختلف المسميات المختلفة لحد الكشف عن بعضها في تحديد نسبة الضجيج وبالمعايرة.
عادة ما تعطى قيمة حد الكشف قيمة تساوي ثلاثة أضعاف الانحراف المعياري للعينة الشاهدة:
{\displaystyle \mathrm {LOD} =y_{B}+3s_{B}}
- {\displaystyle y_{B}}: متوسط قيمة العينة الشاهدة
- {\displaystyle s_{B}}: الانحراف المعياري للعينة الشاهدة

## حد التعيين
يمكن إبراز العلاقة بين حد الكشف وبين مفهوم آخر وهو حد التعيين الكمي (LOQ) وبين العينة الشاهدة بالشكل المرفق، حيث يظهر دالة الكثافة الاحتمالية لقياسات موزعة طبيعياً عند العينة الشاهدة (اللون الأسود)، وعند حد الكشف المعرف هنا بثلاثة أضعاف الانحراف المعياري للعينة الشاهدة (اللون الأحمر)، وعند حد التعيين الكمي المعرف هنا بعشرة أضعاف الانحراف المعياري للعينة الشاهدة (اللون الأزرق). تكون الإشارة عند LOD ذات احتمالية الخطأ من النوع الأول (خطأ ألفا / احتمالية الخطأ الإيجابي) صغيرة (1 %)، إلا أن احتمالية الخطأ من النوع الثاني (خطأ بيتا / احتمالية الخطأ السلبي) مرتفعة (50 %). مما يعني أن العينة قد تحوي شائبة عند LOD باحتمالية 50%؛ إلا أنه بالمقابل تكون احتمالية الخطأ السلبي عند LOQ منخفضة للغاية.

## اقرأ أيضاً
- تحليل كمي
- منحنى قياسي